# Yoshikazu Nagai
Yoshikazu Nagai (永井 良和, Nagai Yoshikazu, né le 16 avril 1952 à Urawa dans la préfecture de Saitama au Japon) est un footballeur japonais. Il évoluait au poste d'attaquant.
Son fils Shunta Nagai est également footballeur.

## Biographie
Yoshikazu Nagai passe toute sa carrière de joueur au Furukawa Electric (club qui sera renommé JEF United Ichihara Chiba). Avec cette équipe, il dispute 272 matchs en championnat, inscrivant 63 buts. Il détient le record du nombre de matchs joués en Japan Soccer League.
Avec le Furukawa Electric Yoshikazu Nagai remporte la Ligue des champions de l'AFC en 1987 et la Coupe du Japon en 1976. Il réalise sa meilleure saison en 1977, où il inscrit 14 buts en 18 rencontres de championnat. Il est élu meilleur joueur japonais en 1976.
Yoshikazu Nagai reçoit 68 sélections en équipe du Japon entre 1971 et 1980. Il inscrit 9 buts en équipe nationale. Il ne participe toutefois à aucune compétition internationale avec le Japon.
Après sa carrière de joueur, Yoshikazu Nagai se lance dans une carrière d'entraîneur. De 1989 à 1991, il entraîne l'équipe du Japon des moins de 18 ans. De 1992 à 1993, il entraîne le JEF United Ichihara Chiba. Puis lors de l'année 1996, il entraîne le club de Fukushima.
En 1998, Yoshikazu Nagai prend les rênes de l'Albirex Niigata. Il reste 3 saisons à ce poste. En 2001, il dirige les joueurs du Yokohama FC. Enfin, en 2006 et 2007, il est à la tête de l'équipe féminine des Urawa Reds Ladies.

## Palmarès de joueur
- Vainqueur de la Ligue des champions de l'AFC en 1987
- Vainqueur de la Coupe du Japon en 1976
- Finaliste de la Coupe du Japon en 1984
- Élu meilleur joueur japonais en 1976